# Прометий
Прометий е химичен елемент със символ Pm, атомен номер 61, принадлежащ към групата на лантанидите. Той е известен с това, че е вторият единствен радиоактивен елемент (освен Технеций), който е последван от химични елементи, които имат стабилни изотопи.
Елементът получава името си от титана в древногръцката митология Прометей, дарил хората с огъня.